# Saurodactylus
Saurodactylus — рід геконоподібних ящірок родини Sphaerodactylidae. Представники цього роду мешкають в Марокко, Західній Сахарі і Алжирі.

## Види
Рід Saurodactylus нараховує 7 видів:
- Saurodactylus brosseti Bons & Pasteur, 1957
- Saurodactylus elmoudenii Javanmardi, Vogler, & Joger, 2019
- Saurodactylus fasciatus Werner, 1931
- Saurodactylus harrisii Javanmardi, Vogler, & Joger, 2019
- Saurodactylus mauritanicus (Duméril & Bibron, 1836)
- Saurodactylus slimanii Javanmardi, Vogler, & Joger, 2019
- Saurodactylus splendidus Javanmardi, Vogler, & Joger, 2019

## Етимологія
Наукова назва роду Saproscincus походить від сполучення слів дав.-гр. σαυρος — ящірка і δακτυλος — палець.